# Pagode de viola
Pagode de viola (também conhecido como pagode caipira ou pagode sertanejo) é uma variante da música caipira, marcada pelo ritmo diferente dado ao modo de tocar juntos o violão e a viola caipira, que incluía um "recortado", comumente acompanhado pelo ritmo cipó preto, que pode ser executado pela própria viola caipira ou, na maioria dos casos, no violão. É uma vertente do ritmo do catira, o primeiro tocado com violão, e o segundo, com a viola.
Foi inventado por Tião Carreiro em 1959, na cidade paranaense de Maringá juntamente com Lourival dos Santos; como sugere o nome, foi feito para ser executado na viola caipira. Nesse ritmo, a dupla compôs "Jangadeiro Cearense", "Pagode em Brasília", "A Viola e o Violeiro" e vários outros. Em 1979, Tião Carreiro lançou o LP O criador e o rei do pagode em solo de viola caipira.